# Betaarterivirus suid 1

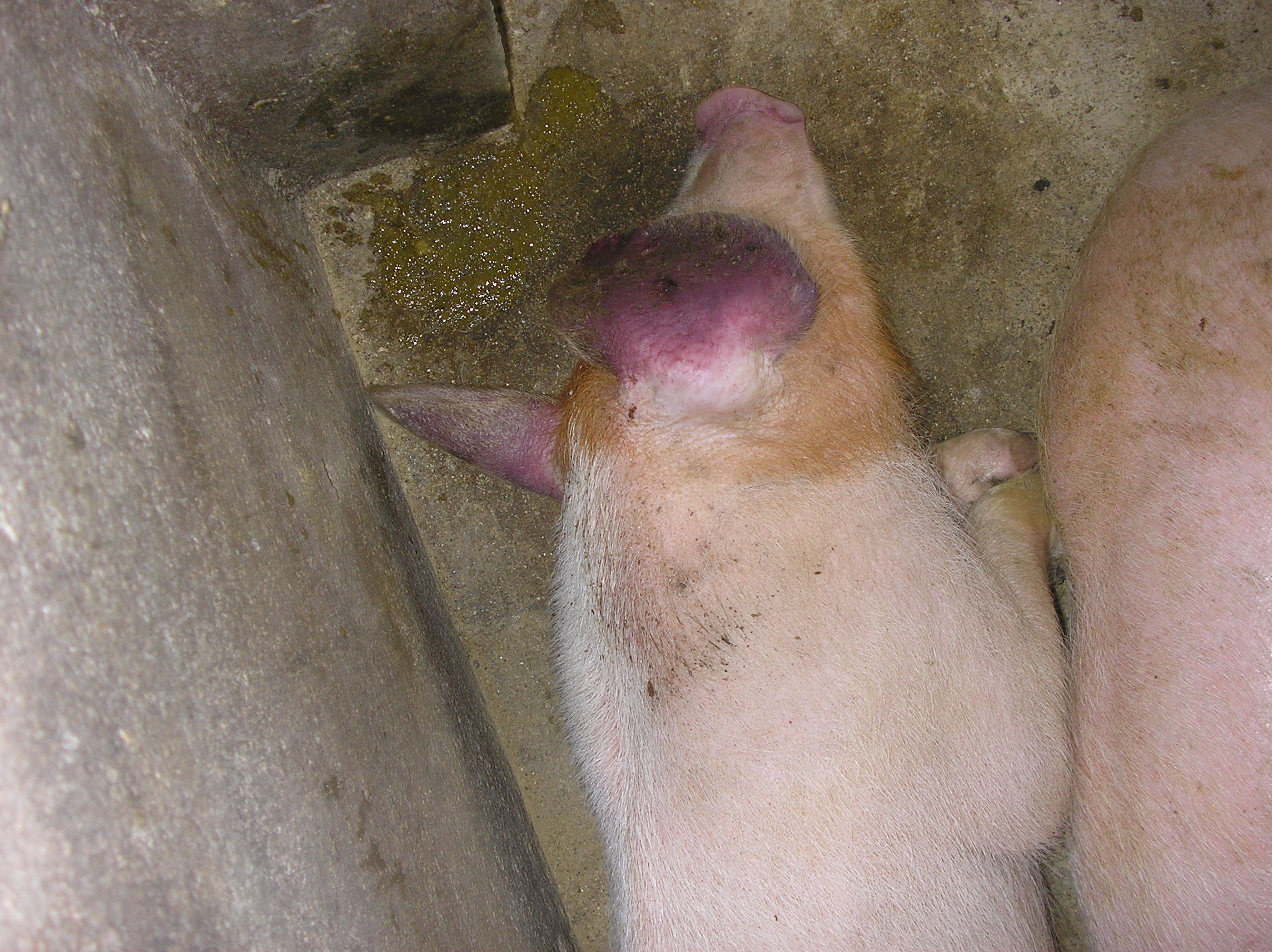
Een varken met PRRS

Betaarterivirus suid 1, voorheen PRRS-virus (porcine reproductive and respiratory syndrome virus), is een virus dat een ziekte bij varkens veroorzaakt, genaamd PRRS, ook bekend als  blauwoorziekte. Deze economisch belangrijke, panzoötische ziekte veroorzaakt reproductief falen bij fokdieren en aandoeningen van de luchtwegen bij jonge varkens. Het virus werd aanvankelijk aangeduid als "mysterieuze varkensziekte" en "mysterie reproductief syndroom". Het werd voor het eerst vastgesteld in 1987 in Noord-Amerika en Centraal-Europa. De ziekte kost de varkensindustrie in de Verenigde Staten jaarlijks ongeveer $ 644 miljoen en volgens recente schattingen in Europa kost het bijna € 1,5 miljard per jaar.

## Mutatiesnelheid
Voor een RNA-virus met een genoom van 15 kb muteert PRRS met een relatief hoge snelheid aangezien het in de loop van de tijd wordt overgedragen van varken naar varken. De berekende snelheid van PRRSV-nucleotidesubstitutie is de hoogste die tot dusver is gerapporteerd bij een RNA-virus. Het wordt geschat op 4,7-9,8 x 10−2 per site per jaar.

## Varianten
PRRSV is onderverdeeld in twee hoofdtypen, de Europese (ook bekend als Type 1) en de Noord-Amerikaanse (ook bekend als type 2). Er zijn prototypesequenties voor elk PRRSV-type gedefinieerd. Voor de Europese PRRSV is dit het lelystadvirus (LV), terwijl dit voor de Noord-Amerikaanse PRRSV de VR-2332 is. De Europese en Noord-Amerikaanse PRRSV-stammen veroorzaken vergelijkbare klinische symptomen, maar vertegenwoordigen twee verschillende virale genotypen waarvan de genomen met ongeveer 40% uiteenlopen de oorsprong van dit virus onbekend is. De genetische variatie tussen de virussen die op verschillende plaatsen zijn geïsoleerd maakt het moeilijker om er vaccins tegen te ontwikkelen. Evenzo is het moeilijk om diagnostische PCR-detectietesten actueel te houden vanwege de hoge mutatiesnelheid van dit virus.
In de jaren 2000 ontstond in China een zeer pathogene stam van het Noord-Amerikaanse genotype. Deze soort, HP-PRRSV, is virulenter dan alle andere soorten en veroorzaakt grote verliezen in Aziatische landen. Later bleek deze versnelde evolutie uit een studie naar een groep stammen in China.

## Bestrijding
Porcine reproductive and respiratory syndrome (PRRS) is een complexe ziekte. Modified live vaccines (MLV-vaccins) zijn het primaire immunologische hulpmiddel bij de bestrijding ervan.